# Grupa Bojowa I/2010
Grupa Bojowa I/2010 (EU BG I/2010) – wielonarodowa grupa bojowa pod dowództwem polskim, pełniąca w I połowie 2010 dyżur bojowy w ramach Europejskich Sił Szybkiego Reagowania, równolegle z brytyjsko-holenderską grupą bojową.

## Historia
W 2004 ministrowie obrony państw członkowskich UE zatwierdzili utworzenie 13 grup bojowych, które od 2007 kolejno obejmowały dyżury bojowe. Wcześniej, bo w 2006, szefowie resortów obrony Litwy, Łotwy, Niemiec, Polski i Słowacji podpisali memorandum w sprawie utworzenia wspólnej grupy bojowej, mającej objąć dyżur w I połowie 2010. Strona polska swój udział w grupie wielonarodowej, a nie wystawienie własnej, argumentowała dużym udziałem polskiego wojska w Iraku i Afganistanie oraz kilku innych mniejszych misjach natowskich i unijnych, zaś niemiecka współpracą z mniejszymi krajami UE w ich grupach bojowych.
Państwem ramowym (wydzielającym ponad połowę składu Grupy Bojowej) wybrano Polskę. Na jednostkę ramową, na bazie której sformowano grupę bojową (a w szczególności jej batalionowy element bojowy), wybrano 17 Brygadę Zmechanizowaną, doświadczoną w Afganistanie i Iraku. Resztę stanowisk obsadziły:
- Dowództwo Operacji (DO, 2 KZ)
- Dowództwo Sił (11 DKPanc, 17 BZ)
- Element wsparcia (CIMIC, CGDP, 9 pr)
- Element zabezpieczenia (1 BSap)

W związku z tym brygada oraz inne jednostki wydzielające oddziały do Grupy Bojowej I/2010, rozpoczęły cykl szkoleń i manewrów, zakończonych 20 listopada 2009 oficjalną certyfikacją całej GBUE I/2010 podczas ćwiczeń Common Challenge-09.
Grupa Bojowa I/2010 liczyła ok. 2500 żołnierzy. Wkład poszczególnych państw wyglądał następująco:
| Polska – ok. 1500 żołnierzy - Dowództwo Operacji (OHQ) - Dowództwo Sił (FHQ) - Batalion Manewrowy - 1 kompania manewrowa - 2 kompania manewrowa - 3 kompania manewrowa - kompania dowodzenia - kompania wsparcia - pluton medyczny - pluton remontowy - pluton rozpoznawczy - pluton zaopatrzenia - pluton przeciwlotniczy - Mobilny Zespół Wsparcia Geograficznego - Zespół Współpracy Wojskowo-Cywilnej | Niemcy – ok. 450 żołnierzy - oddział ochrony przed skażeniami ABC - oddział rozpoznania radioelektronicznego - oddział do operacji psychologicznych - oddział medyczny Litwa – ok. 250 żołnierzy - kompania ochrony - Zespół Współpracy Wojskowo-Cywilnej Słowacja – ok. 200 żołnierzy - kompania inżynieryjna Łotwa – ok. 100 żołnierzy - pluton rozminowania - pluton policji wojskowej |

Grupa była zdolna do podjęcia działań bojowych w ciągu 15 dni (pierwsze 5 dni przeznaczone są na podjęcie decyzji o użyciu sił i zaplanowanie operacji, następnych 10 na rozmieszczenie w rejonie mandatowym), po których miała rozpocząć misję trwającą od jednego do czterech miesięcy, zgodną z rozdziałami VI i VII Karty Narodów Zjednoczonych (dodatkowo mogła współdziałać z siłami ONZ i NATO, gdyby zaszła taka ewentualność. Jednak GB UE I/2010, podobnie jak poprzednie grupy bojowe Unii Europejskiej nie została użyta.

## Polskie zaangażowanie w grupy bojowe UE
- EU BG I/2010
- EU BG I/2013 (Weimarska Grupa Bojowa)
- EU BG I/2016 (Wyszehradzka Grupa Bojowa)
- EU BG 2019-2 (Wyszehradzka Grupa Bojowa)
- EU BG 2023-1 (Wyszehradzka Grupa Bojowa)